# Parinoush Saniee
Parinoush Saniee (1949) è una scrittrice iraniana.

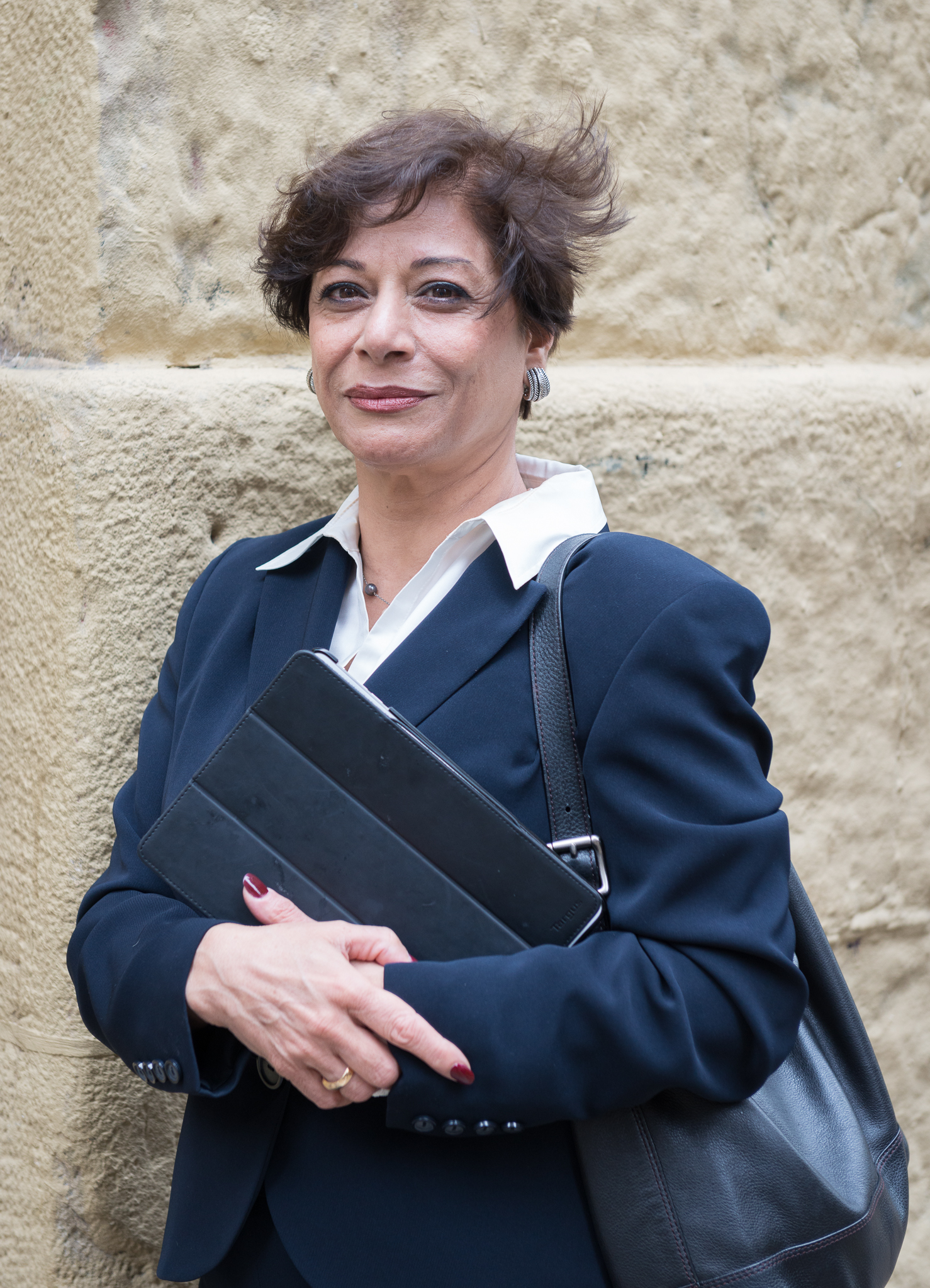
Parinoush Saniee, in Literaktum 2015

Laureata in Psicologia, ex-dirigente governativo e madre di due figli, una delle più conosciute studiose nel medio oriente, è l'autrice del bestseller Quello che mi spetta (2003), 19 edizioni in Iran, romanzo sulla condizione della donna nel suo paese a partire dagli anni quaranta. Oggetto di controversie e di un temporaneo bando da parte delle autorità iraniane, il libro è stato difeso dal premio nobel Shirin Ebadi.

## Libri
- Quello che mi spetta Garzanti, 2010, ISBN 9788811665991
- Det som ventet meg Font Forlag, Norvegia, 2012, ISBN 9788281691650